# Walo Bertschinger
Die Walo Bertschinger AG ist ein international tätiges Schweizer Bauunternehmen mit Sitz in Dietikon. Das Unternehmen befindet sich im Besitz der Familie Bertschinger in dritter und vierter Generation. Die WALO-Gruppe beschäftigt ca. 2'430 Mitarbeiter und erwirtschaftete 2017 einen Umsatz von 622 Millionen Schweizer Franken.

## Tätigkeitsgebiet
Die WALO-Unternehmensgruppe ist hauptsächlich in der Bauwirtschaft tätig und umfasst die Sparten Strassenbau, Tiefbau, Hochbau, Damm- und Deponiebau, Gussasphalt, Lärmschutz, Boden- und Sportbeläge, Untertagebau, Gleisbau / Bahntechnik, Betonsanierungen, TU-Infrastruktur sowie Wasserbau.
Darüber hinaus betreibt das Unternehmen auch Labordienste bei der Entwicklung und Erstellung von Rezepturen sowie bei der Kontrolle der Mischgutproduktion für bituminöse Baustoffe und Beläge, Dichtungsbeläge für Damm- und Deponiebau, Frischbeton und Beton, Primär- und Sekundärbaustoffe und Böden.

## Geschichte
Die Walo Bertschinger AG wurde von Walo Bertschinger gegründet und nahm 1917 ihre Geschäftstätigkeit in Zürich auf. Von dort weitete sie ihre Aktivitäten schrittweise auf das Gebiet der ganzen Schweiz aus und expandierte später auch ins Ausland.
Ursprünglich war das Unternehmen ausschliesslich im Gleis- und Strassenbau tätig. Später kamen die wichtigsten Sparten des Tief- und Tunnelbaus hinzu.
Im Jahre 2017 feierte das Unternehmen sein 100-jähriges Bestehen.

## Tochtergesellschaften
- Gerschwiler AG
- Gleisag Gleis- und Tiefbau AG
- Bertschinger Bau GmbH[11]